# Église de Satan
 (mai 2025).
Si vous disposez d'ouvrages ou d'articles de référence ou si vous connaissez des sites web de qualité traitant du thème abordé ici, merci de compléter l'article en donnant les références utiles à sa vérifiabilité et en les liant à la section « Notes et références ».
Ne doit pas être confondu avec Le temple satanique.
L'Église de Satan (Church of Satan) est une organisation sataniste non théiste américaine, fondée en 1966 par Anton LaVey, auteur de La Bible satanique. Elle est à distinguer du Temple sataniste, organisme athée fondé en 2012.

## Histoire
L'Église satanique est créée à San Francisco le 30 avril 1966 par Anton LaVey, lors de la Nuit de Walpurgis ; ce dernier en est le grand-prêtre (High Priest ou Magus) jusqu'à sa mort en 1997.

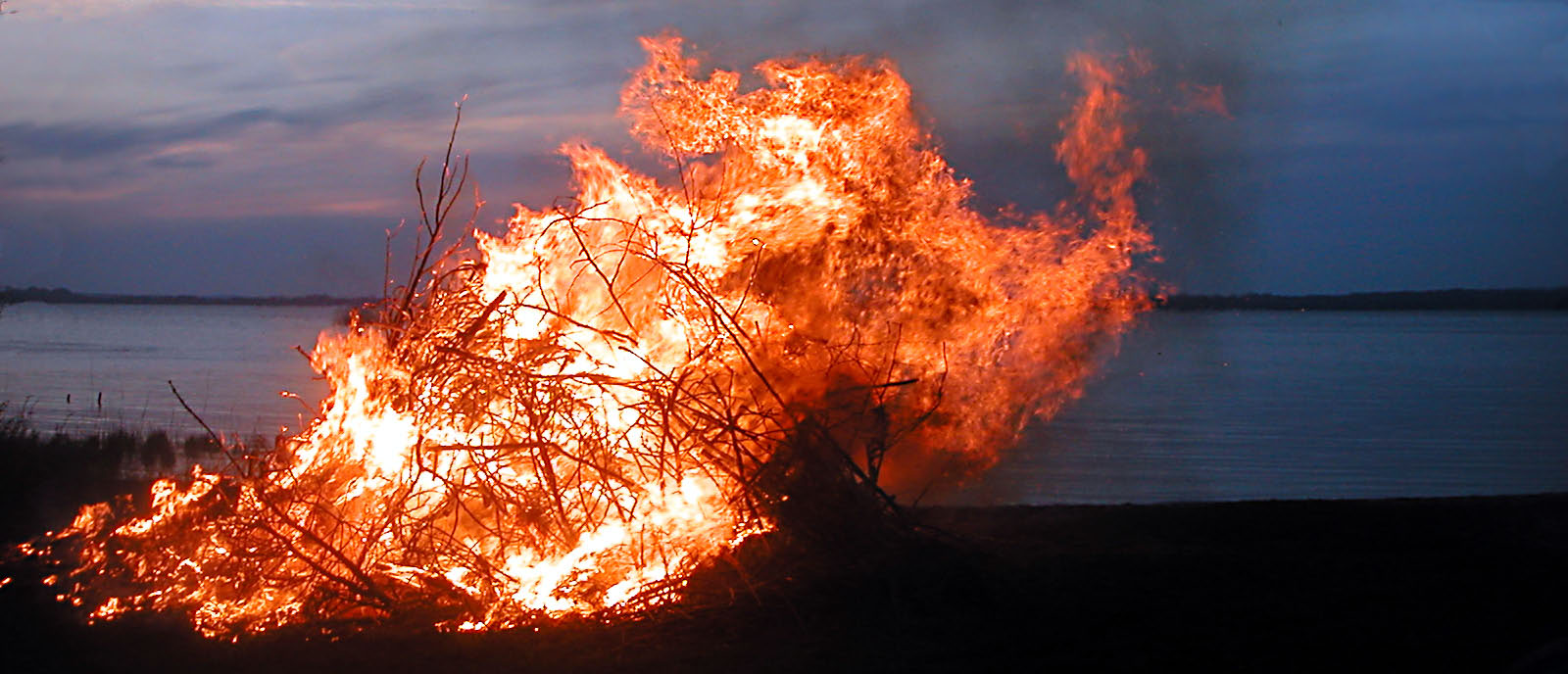
Fête de la Nuit de Walpurgis en Suède

Dans les années 1950, LaVey crée un groupe appelé l'ordre du Trapèze (Order of the Trapezoid). Ce groupe deviendra plus tard le corps décisionnaire de l'Église de Satan ; il inclut « La Baronne » Carin de Plessen, Cecil Nixon, Kenneth Anger, Russell Wolden, Donald Werby, Michael Harner et Shana Alexander. On compte par ailleurs parmi les collaborateurs de LaVey de l'époque des individus tels que : Anthony Boucher, August Derleth, Robert Barbour Johnson, Reginald Bretnor, Emil Petaja, Stuart Palmer, Clark Ashton Smith, Forrest J. Ackerman et Fritz Leiber fils.
En 1966 et 1967, Anton LaVey et l'Église de Satan attirent l'attention des médias en célébrant le mariage satanique de Judith Case et John Raymond. La cérémonie est photographiée pour le San Francisco Chronicle par Joe Rosenthal qui par ailleurs, pendant la Seconde Guerre mondiale, a pris la célèbre photographie Raising the Flag on Iwo Jima. L'autre événement de la période est l'enterrement du sataniste et militaire Edward Olson, à la demande de sa femme.
On parle par ailleurs de l'Église dans de nombreux livres, magazines et journaux dans les années 1960 et 1970. Elle est également le sujet d'un documentaire, Satanis, sorti en 1970. LaVey, quant à lui, apparaît dans le film de Kenneth Anger, Invocation of my Demon Brother et tient le rôle de technicien assistant pour The Devil's Rain. L'Église apparaît dans Angeli Bianchi, Angeli Neri de Luigi Scattini (Witchcraft ’70 aux États-Unis).
En 1975, LaVey provoque une controverse au sein même de l'organisation en mettant fin au système de « Grottes » (Grotto) et en se débarrassant des gens dont il pense qu'ils voient l'Église comme un substitut au monde réel. Dès lors, la réussite dans la société devient un critère de promotion au sein de l'institution. Dans le même temps, LaVey devient plus sélectif dans les entretiens qu'il accorde. Ce renfermement donne lieu à des rumeurs concernant la déroute de l'Église et même la mort de LaVey.
Dans les années 1980, les chrétiens, les médias et autres thérapeutes s'intéressent aux éventuelles activités criminelles de l'Église de Satan ; des membres tels que Peter H. Gilmore (en), Peggy Nadramia, Boyd Rice, Adam Parfrey (en), Diabolus Rex et King Diamond apparaissent alors dans les médias pour nier ces allégations. Un rapport du FBI vient par ailleurs confirmer ces démentis. Ce phénomène est connu sous le nom de « panique satanique » (Satanic Panic).
Dans les années 1980 et 1990, l'Église de Satan et ses membres produisent beaucoup de films, de musique et de magazines dédiés au satanisme, notamment Feral House d'Adam Parfrey, la musique de Boyd Rice et les films de Nick Bougas dont le documentaire Speak of the Devil: The Canon of Anton LaVey.

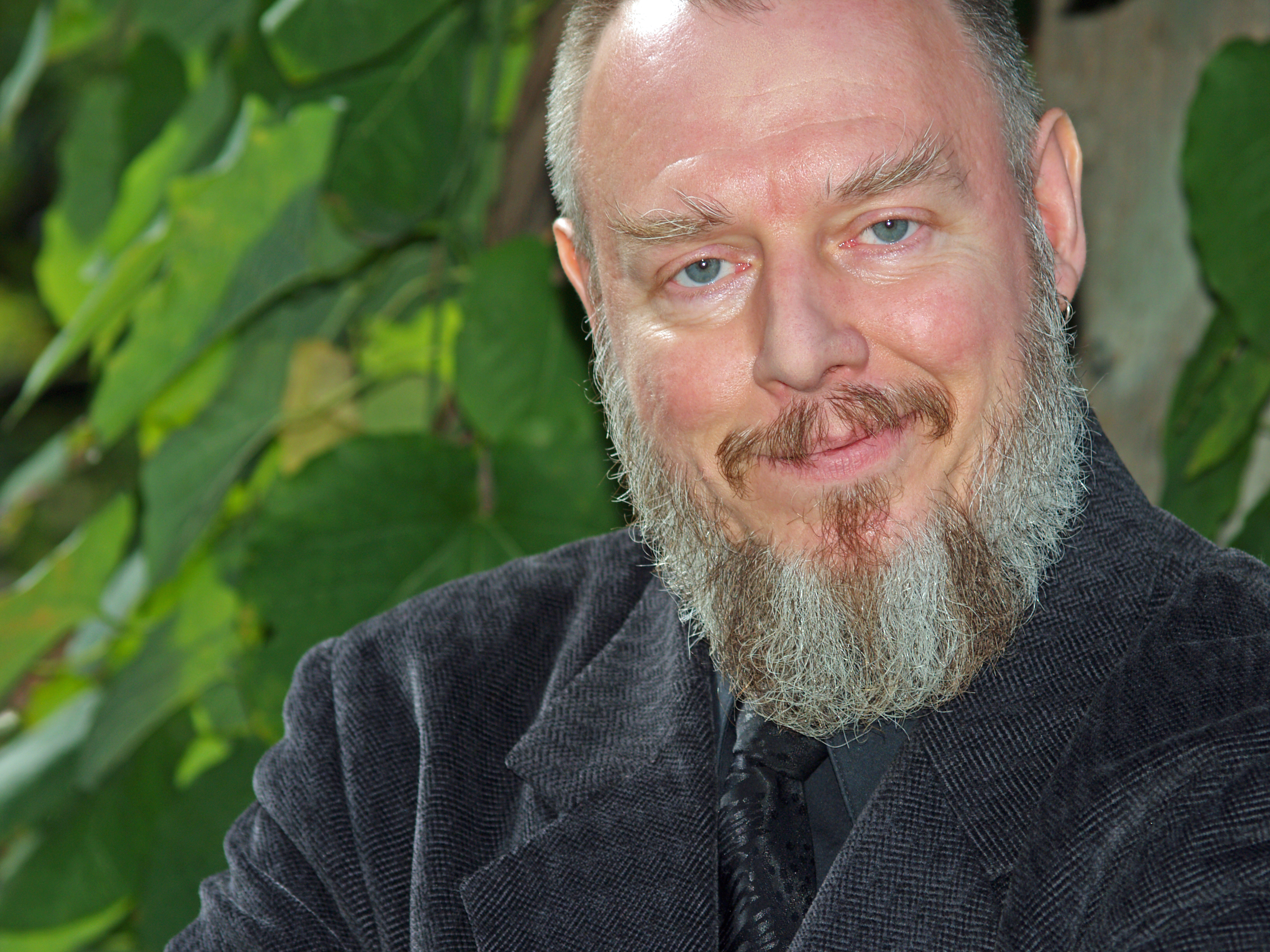
Le grand-prêtre Peter H. Gilmore.

Après la mort de LaVey, ses prérogatives passent à sa femme (common law wife), Blanche Barton. Barton reste active au sein de l'Église mais cède sa place en 2001 aux anciens membres Peter H. Gilmore et Peggy Nadramia, Grand Prêtre et Grande Prêtresse d'aujourd'hui et éditeurs de The Black Flame, le magazine officiel de l'Église. Le siège de l'Église est par ailleurs transféré de San Francisco au quartier de Hell's Kitchen à New York, où Gilmore et Nadramia résident. L'Église de Satan ne reconnaît aucune autre organisation disant appartenir au satanisme, même si elle concède que l'on puisse être sataniste sans être membre.
De nombreuses personnalités ont à un moment ou un autre été associées à l'Église : Jayne Mansfield, photographiée pendant une cérémonie, Sammy Davis Jr.,, Kenneth Anger, King Diamond, Teresa Hidy, David Vincent, Marilyn Manson, Thomas Thorn, Aaron Joehlin, Boyd Rice, Marc Almond, le guitariste et chanteur d'Alkaline Trio Matt Skiba, le batteur Derek Grant, les lutteurs professionnels Balls Mahoney et Corey Graves, les journalistes Michael Moynihan et Joel Gausten, le guitariste de death metal Matthew McRaith ainsi que Chris Cooper.
En octobre 2004, la Royal Navy reconnaît officiellement son premier militaire sataniste ; il s'agit de Chris Cranmer, 24 ans, technicien sur le HMS Cumberland.
Le 6 juin 2006, l'Église de Satan célèbre sa première messe satanique publique depuis quarante ans au Steve Allen Theater de Los Angeles. Le rituel, inspiré par la Bible satanique et les Rituels sataniques, est conduit par le Révérend Bryan Moore et la Prêtresse Heather Saenz.
En décembre 2007, l'Associated Press parle d'une histoire relative à un adolescent qui avait envoyé un courriel à l'administration de l'Église dans lequel il disait vouloir « tuer au nom de notre Seigneur profane Satan ». L'institution rappelle à cette occasion qu'elle condamne les activités illégales et dit avoir dénoncé le jeune homme au FBI, qui met au courant la police locale qui l'arrête plus tard.
En France, la Mission interministérielle de vigilance et de lutte contre les dérives sectaires indique l'existence de telles dérives au sein de certains mouvements satanistes dans un rapport de 2011. Une publication qui ne fait toutefois pas l'unanimité. Olivier Bobineau, sociologue spécialiste des religions, estime ainsi que « le satanisme est un non-problème et ne représente aucun danger. Pour parvenir au chiffre de 25 000 adeptes, la Miviludes semble confondre les amateurs de musique black metal ou gothic et les satanistes. » Auteur d'un ouvrage sur le satanisme en France, il affirme qu'il « faut distinguer les individus qui puisent dans l'imaginaire sataniste des satanistes et que, ni les uns ni les autres, ne sont dangereux pour la société en tant que tels. »

## Les membres
Il y a deux types de membres au sein de l'Église de Satan : les membres inscrits (registered members) et les membres actifs (active members). N'importe qui peut devenir membre inscrit alors qu'il faut être actif au sein de l'Église et au contact des autres membres pour pouvoir devenir membre actif. Il y a cinq types de membres actifs.
Les membres actifs commencent au premier échelon (first degree) ; pour cela, il faut postuler et être accepté après avoir rempli un long questionnaire. On ne peut pas postuler aux échelons suivants et les préalables pour chaque échelon ne sont pas connus du public. La promotion à l'échelon suivant se fait par cooptation. Les membres appartenant aux 3e, 4e et 5e échelons constituent la prêtrise et reçoivent le titre de Reverend. Les membres du 5e échelon peuvent également recevoir le titre de docteur, même si « Le Docteur » fait référence à LaVey.
Les individus souhaitant adhérer doivent être majeurs dans leur pays de résidence. La seule exception concerne les enfants de membres qui font preuve d'une certaine compréhension à l'égard de la philosophie et des pratiques de l'Église. Leur rôle est limité jusqu'à ce qu'ils deviennent majeurs.[réf. nécessaire]

### Exclusion
Les membres peuvent être exclus par les instances décisionnelles (le grand-prêtre, la grande-prêtresse et le Conseil des Neuf (Council of Nine)). Le membre exclu est généralement remboursé de la moitié de sa cotisation (selon ce qu'en dit le grand-prêtre), l'autre moitié étant utilisée pour couvrir les diverses dépenses.

## Agents
L'Église de Satan  peut nommer certains membres actifs « agents », qui peuvent alors parler de la philosophie du satanisme aux médias et aux parties intéressées.

## Prêtrise
Les membres de la prêtrise sont les porte-parole de l'Église de Satan ; ils sont « Prêtre » (resp. « Prêtresse »), « Magister » (resp. « Magistra »), « Magus » (resp. « Maga »). Les membres de la prêtrise forment le Conseil des Neuf, le corps décisionnaire de l'Église. L'ordre du Trapèze est constitué d'individus qui font partie de l'administration de l'Église. Le grand-prêtre et la grande-prêtresse sont les directeurs administratifs et les représentants les plus importants. Chaque rôle n'est assumé que par une seule personne à la fois : il n'y a qu'un seul grand-prêtre, par exemple.
L'Église de Satan évalue les membres actifs et leurs rapports à la prêtrise en fonction de leurs savoir-faire en société et de l'avis de leurs pairs à leur égard ; la connaissance de l'occulte ne compte pas. Même si on attend d'eux qu'ils sachent parler du satanisme, on ne demande pas aux membres de la prêtrise de parler au nom de l'Église ; ils peuvent garder leur affiliation et leur rang secrets s'ils préfèrent.

### Anciens membres et membres actuels de la Haute Prêtrise
- Anton LaVey : fondateur et grand-prêtre 1966 - 1997
- Diane Hegarty : cofondatrice et grande-prêtresse 1966 - 1984
- Blanche Barton : assistante de LaVey et grande-prêtresse 1997 - 2002 ; à présent Magistra Templi Rex
- Peter H. Gilmore : grand-prêtre depuis 2001 (5e échelon, Magus)
- Peggy Nadramia : grande-prêtresse depuis 2002

## Les textes principaux du satanisme
Les satanistes suivent ces quelques règles de vie sans toutefois les prendre au pied de la lettre. Il s'agit plutôt de truismes, d'orientations philosophiques.
Les neuf déclarations sataniques sont :
1. Satan représente l'indulgence, plutôt que l'abstinence.
2. Satan représente l'existence vitale, et non des promesses spirituelles irréalistes.
3. Satan représente la sagesse immaculée, au lieu de l'hypocrisie dans laquelle se complaisent les hommes.
4. Satan représente la bonté pour ceux qui la méritent, au lieu de la prodigalité gaspillée pour des ingrats.
5. Satan représente la vengeance, plutôt que le pardon.
6. Satan représente la responsabilité à ceux qui savent l'assumer, plutôt que de se soucier des vampires psychiques.
7. Satan représente l'homme simplement comme un animal parmi tant d'autres, parfois mieux, souvent pire que ceux qui marchent à quatre pattes, qui, grâce à son prétendu « développement intellectuel et spirituel, » est devenu le plus vicieux de tous les animaux.
8. Satan représente les prétendus péchés, puisque ceux-ci mènent à la gratification physique, mentale, ou émotionnelle.
9. Satan est le meilleur ami que les églises aient eu, puisqu'il les a maintenues en affaires depuis si longtemps.